# Liste der Lebens-/Ehepartner der deutschen Staatsoberhäupter und Kanzler
Dies ist die Liste der Lebens-/Ehepartner der deutschen Staatsoberhäupter und Kanzler.

## Lebens-/Ehepartner der deutschen Kanzler

### Deutsches Reich (1871–1945)
In den wechselnden Staatsverfassungen des Deutschen Reiches stand durchgängig ein Reichskanzler an der Spitze der unterschiedlichen Regierungen.

#### Deutsches Kaiserreich
Von 1871 bis 1918 unterstand der Reichskanzler dem Deutschen Kaiser.
| Porträt                                                                 | Name | Art der Beziehung                                                        |
| ----------------------------------------------------------------------- | --- | ------------------------------------------------------------------------ |
|                                                                         | Johanna Friederike von Bismarck geb. Johanna Friederike von Puttkamer (1824–1894)                              | Ehefrau des ersten kaiserlichen Reichskanzlers Otto von Bismarck         |
| Zum zweiten Reichskanzler Leo von Caprivi sind keine Gattinnen bekannt. | |                                                                          |
| /                                                                       | Marie Antoinette zu Hohenlohe-Schillingsfürst geb. Marie Antoinette zu Sayn-Wittgenstein-Berleburg (1829–1897) | Ehefrau des dritten Reichskanzlers Chlodwig zu Hohenlohe-Schillingsfürst |
|                                                                         | Marie Anna Zoë Rosalie von Bülow geb. Maria Beccadelli di Bologna (1848–1929)                                  | Ehefrau des vierten Reichskanzlers Bernhard von Bülow                    |
|                                                                         | Martha von Bethmann Hollweg geb. Martha von Pfuel (1865–1914)                                                  | Ehefrau des fünften Reichskanzlers Theobald von Bethmann Hollweg         |
| /                                                                       | Margarete Michaelis geb. Margarete Schmidt (1869–1958)                                                         | Ehefrau des sechsten Reichskanzlers Georg Michaelis                      |
| /                                                                       | Anna von Hertling geb. Anna Freiin von Biegeleben (1845–1919)                                                  | Ehefrau des siebten Reichskanzlers Georg von Hertling                    |
|                                                                         | Maria-Luise von Hannover-Cumberland geb. Maria-Luise von Hannover-Cumberland (1879–1948)                       | Ehefrau des achten Reichskanzlers Max von Baden                          |

#### Weimarer Republik
Von 1918 bis 1933 unterstand der Reichskanzler dem Reichspräsidenten.
| Porträt | Name                                                                     | Art der Beziehung |
| --- | ------------------------------------------------------------------------ | --- |
| | Louise Ebert geb. Louise Rump (1873–1955)                                | Ehefrau des ersten demokratischen Reichskanzlers und späteren ersten Reichspräsidenten, Friedrich Ebert                          |
| / | Johanna Scheidemann geb. Johanna Dibbern (1864–1926)                     | Ehefrau des zweiten demokratischen Reichskanzlers (zwischenzeitlich auch genannt: Reichs-Ministerpräsident), Philipp Scheidemann |
| / | Hedwig Bauer geb. Hedwig Moch (? – ?)                                    | Ehefrau des dritten demokratischen Reichskanzlers (zwischenzeitlich auch genannt: Reichs-Ministerpräsident), Gustav Bauer        |
| / | Gottliebe Müller geb. Gottliebe Jaeger (? – ?)                           | Ehefrau des vierten und zwölften demokratischen Reichskanzlers, Hermann Müller                                                   |
| / | Marie Fehrenbach geb. Marie Hossner (1855–1921)                          | Ehefrau des fünften demokratischen Reichskanzlers, Constantin Fehrenbach                                                         |
| Zum sechsten demokratischen Reichskanzler Joseph Wirth sind keine Gattinnen bekannt. Er war Anfang der 1920er-Jahre jedoch mit Christine Teusch verlobt.                                                          |                                                                          | |
| / | Martha Cuno geb. Martha Wirtz (1879–1963)                                | Ehefrau des siebten demokratischen Reichskanzlers, Wilhelm Cuno                                                                  |
| | Käte Stresemann geb. Käte Kleefeld (1883–1970)                           | Ehefrau des achten demokratischen Reichskanzlers, Gustav Stresemann                                                              |
| / | Johanna Marx geb. Johanna Verkoyen (1871–1946)                           | Ehefrau des neunten und elften demokratischen Reichskanzlers, Wilhelm Marx                                                       |
| Der zehnte demokratische Reichskanzler, Hans Luther, hatte zwei Ehefrauen, jedoch nicht während seiner Amtszeit als Kanzler. Mit Gertrud Schmidt war er von 1907 bis 1924 verheiratet. Mit Gertrud Mautz ab 1953. |                                                                          | |
| Zum 13. demokratischen Reichskanzler, Heinrich Brüning, sind keine Gattinnen bekannt. |                                                                          | |
| | Martha Oktavia von Papen geb. Martha Oktavia von Boch-Galhau (1880–1961) | Ehefrau des 14. demokratischen Reichskanzlers, Franz von Papen                                                                   |
| | Elisabeth von Schleicher geb. Elisabeth von Hennigs (1893–1934)          | Ehefrau des 15. demokratischen Reichskanzlers, Kurt von Schleicher                                                               |

#### Nationalsozialismus
Von 1933 bis 1945 unterstand der Reichskanzler zwar weiterhin dem Reichspräsidenten. Diese waren jedoch überwiegend in Personalunion und regierten auf Grundlage der diktatorisch ausgeübten Weimarer Verfassung (Notstandsgesetzgebung).
| Porträt | Name                                                                    | Art der Beziehung |
| ------- | ----------------------------------------------------------------------- | --- |
|         | Eva Hitler geb. Eva Braun (1912–1945)                                   | Ehefrau von Adolf Hitler, 16. Reichskanzler nach der Weimarer Verfassung, später zusätzlich Reichspräsident                                                                       |
|         | Magda Goebbels geb. Johanna Maria Magdalena Behrend (1901–1945)         | Ehefrau von Joseph Goebbels, nur formal von Hitler vor seinem Tod als (17.) Reichskanzler nach der Weimarer Verfassung ernannt                                                    |
| /       | Ehrengard von Krosigk geb. Ehrengard Freiin von Plettenberg (1895–1979) | Ehefrau von Johann Ludwig von Krosigk, zum Ende des Zweiten Weltkrieges von Reichspräsident Dönitz als Leiter der Übergangsregierung bestimmt, somit faktisch (18.) Reichskanzler |

### Bundesrepublik Deutschland (seit 1949)
Bundeskanzler bilden die Spitze der Regierung der Bundesrepublik Deutschland, die als Staat teilweise das Deutsche Reich abgelöst hat. Bundeskanzler stehen protokollarisch unter dem Bundespräsidenten und dem Bundestagspräsidenten, die jedoch nicht weisungsbefugt sind.
| Porträt | Name                                                          | Art der Beziehung |
| ------- | ------------------------------------------------------------- | --- |
| /       | /                                                             | Der erste Bundeskanzler Konrad Adenauer war zweimal verheiratet, jedoch nicht während seiner Amtszeit als Kanzler. Mit Emma Weyer war er von 1904 bis 1916 verheiratet. Mit Auguste Zinsser von 1919 bis 1948. |
|         | Luise Erhard geb. Luise Lotter (1893–1975)                    | Ehefrau des zweiten Bundeskanzlers Ludwig Erhard |
| /       | Marie-Luise Kiesinger geb. Marie-Luise Schneider (1908–1990)  | Ehefrau des dritten Bundeskanzlers Kurt Georg Kiesinger |
|         | Rut Brandt geb. Rut Hansen (1920–2006)                        | Ehefrau des vierten Bundeskanzlers Willy Brandt |
|         | Loki Schmidt geb. Hannelore Glaser (1919–2010)                | Ehefrau des fünften Bundeskanzlers Helmut Schmidt |
|         | Hannelore Kohl geb. Johanna Klara Eleonore Renner (1933–2001) | Ehefrau des sechsten Bundeskanzlers Helmut Kohl |
|         | Doris Schröder-Köpf geb. Doris Köpf (* 1963)                  | Ehefrau des siebten Bundeskanzlers Gerhard Schröder |
|         | Joachim Sauer (* 1949)                                        | Ehemann der ersten Bundeskanzlerin Angela Merkel, 8. Amtsinhaber |
|         | Britta Ernst (* 1961)                                         | Ehefrau von Bundeskanzler Olaf Scholz, 9. Amtsinhaber |
| /       | Charlotte Merz (* 1961)                                       | Ehefrau von Bundeskanzler Friedrich Merz, 10. Amtsinhaber |

## Lebens-/Ehepartner der deutschen Staatsoberhäupter

### Reichspräsidenten des Deutschen Reiches (1919–1945)
Erst nach Ablösung der Monarchie 1919 bildeten sich die ersten formalen Staatsoberhäupter.
| Porträt | Name                                            | Art der Beziehung |
| --- | ----------------------------------------------- | --- |
| | Louise Ebert geb. Luise Rump (1873–1955)        | Ehefrau des ersten demokratischen Reichskanzlers und späteren ersten Reichspräsidenten der Weimarer Republik, Friedrich Ebert        |
| Der zweite Reichspräsident der Weimarer Republik Paul von Hindenburg hatte zwei Ehefrauen, jedoch nicht während seiner Amtszeit. Zuerst mit Irmengard von Rappard, später mit Gertrud von Sperling. |                                                 | |
| | Eva Hitler geb. Eva Braun (1912–1945)           | Ehefrau von Adolf Hitler, 16. Reichskanzler nach der Weimarer Verfassung, später zusätzlich dritter Reichspräsident in Personalunion |
| / | Ingeborg Dönitz geb. Ingeborg Weber (1894–1962) | Ehefrau von Karl Dönitz, zum Ende des Zweiten Weltkrieges von Hitler als (4.) Reichspräsident bestimmt                               |

### Staatsoberhäupter der Deutschen Demokratischen Republik (1949–1990)
In der  Deutschen Demokratischen Republik (DDR) lag, angelehnt an die Praxis in der Sowjetunion und den anderen Staaten des sowjetischen Einflussbereichs, bis Herbst 1989 die eigentliche Macht in den Händen des Ersten Sekretärs (später: Generalsekretärs) des Zentralkomitees der  SED.

Das Amt des Staatspräsidenten bzw. Staatsratsvorsitzenden hatte fast ausschließlich repräsentativen Charakter.
| Porträt | Name                                            | Art der Beziehung |
| --- | ----------------------------------------------- | --- |
| Der erste und einzige Präsident der DDR, Wilhelm Pieck, war von 1898 bis 1936 mit Christine Häfker verheiratet, jedoch nicht während seiner Amtszeit. |                                                 | |
| | Lotte Ulbricht geb. Charlotte Kühn (1903–2002)  | Ehefrau von Walter Ulbricht, dem ersten Vorsitzenden des Staatsrats der DDR, der 1960 den Präsidenten als kollektives Staatsoberhaupt abgelöst hatte |
| / | Alice Stoph geb. Lütgens (1926–2011)            | Ehefrau von Willi Stoph, dem zweiten Vorsitzenden des Staatsrats der DDR. Zuvor verheiratet mit Marianne geb. Wiegank |
| | Margot Honecker geb. Margot Feist (1927–2016)   | Ehefrau von Erich Honecker, dem dritten Vorsitzenden des Staatsrats der DDR |
| | Erika Krenz geb. Erika Brusch (1939–2017)       | Ehefrau von Egon Krenz, dem vierten Vorsitzenden des Staatsrats der DDR |
| / | Brigitte Gerlach geb. Brigitte Roth (1938–2018) | Ehefrau von Manfred Gerlach, dem fünften Vorsitzenden des Staatsrats der DDR |
| / | Jürgen Bergmann (? – ?)                         | Ehemann von Sabine Bergmann-Pohl, letzte Präsidentin der Volkskammer und somit in Personalunion übergangsweise Staatsoberhaupt der DDR bis zur deutschen Wiedervereinigung. Der Staatsrat als Institution war im April 1990 von der Volkskammer formal abgeschafft worden. |

### Bundespräsidenten der Bundesrepublik Deutschland (seit 1949)
Das Amt des Bundespräsidenten steht zwar in einer Kontinuität zu den Reichspräsidenten, er wird jedoch nicht direkt vom Volk gewählt.
| Porträt | Name                                                           | Art der Beziehung |
| ------- | -------------------------------------------------------------- | --- |
|         | Elly Heuss-Knapp geb. Elisabeth Eleonore Knapp (1881–1952)     | Ehefrau des ersten Bundespräsidenten Theodor Heuss                                                                         |
|         | Wilhelmine Lübke geb. Wilhelmine Keuthen (1885–1981)           | Ehefrau des zweiten Bundespräsidenten Heinrich Lübke                                                                       |
|         | Hilda Heinemann geb. Hilda Ordemann (1896–1979)                | Ehefrau des dritten Bundespräsidenten Gustav Heinemann                                                                     |
|         | Mildred Anna Scheel geb. Mildred Anna Wirtz (1931–1985)        | Ehefrau des vierten Bundespräsidenten Walter Scheel                                                                        |
|         | Veronica Carstens geb. Veronica Prior (1923–2012)              | Ehefrau des fünften Bundespräsidenten Karl Carstens                                                                        |
|         | Marianne von Weizsäcker geb. Marianne von Kretschmann (* 1932) | Ehefrau des sechsten Bundespräsidenten Richard von Weizsäcker                                                              |
|         | Christiane Herzog geb. Christiane Krauß (1936–2000)            | Ehefrau des siebten Bundespräsidenten Roman Herzog                                                                         |
|         | Christina Rau geb. Christina Delius (* 1956)                   | Ehefrau des achten Bundespräsidenten Johannes Rau                                                                          |
|         | Eva Luise Köhler geb. Eva Luise Bohnet (* 1947)                | Ehefrau des neunten Bundespräsidenten Horst Köhler                                                                         |
|         | Bettina Wulff geb. Bettina Körner (* 1973)                     | Zweite Ehefrau des zehnten Bundespräsidenten Christian Wulff, zuvor war er mit Christiane Vogt verheiratet (1988 bis 2006) |
|         | Daniela Schadt (* 1960)                                        | Unverheiratete Lebensgefährtin des elften Bundespräsidenten Joachim Gauck                                                  |
|         | Elke Büdenbender (* 1962)                                      | Ehefrau des zwölften Bundespräsidenten Frank-Walter Steinmeier                                                             |